# Lambermontplaats
De Lambermontplaats is een achtzijdig plein in Antwerpen. Het is gelegen op Het Zuid en grenst aan de Emiel Banningstraat, Kasteelstraat en Leopold de Waelstraat. Het plein werd vernoemd naar Auguste Lambermont (1819-1905).

## Geschiedenis
Volgens het verkavelingsplan uit 1875 maakte de straat oorspronkelijk onderdeel uit van de Volksstraat die de wijk van het noordoosten tot zuidwesten doorkruiste en ter hoogte van het Koninklijk Museum voor Schone Kunsten Antwerpen langs de Volksplaats liep.
In 1885 werd een deel van de Lambermontplaats, gelegen tussen de Baron Dhanislaan, de Gijzelaarsstraat, de Amerikalei, de Verschansingsstraat en de Graaf Van Hoornstraat, gebruikt als terrein voor de Wereldtentoonstelling. Na het einde van de Wereldtentoonstelling werd het terrein verkaveld.
In 1894 werd ervoor gekozen de Volksplaats te hernoemen naar Leopold de Waelplaats. De straat lopende in zuidelijke richting vanaf de Leopold de Waelplaats tot het Zuidstation kreeg de naam Leopold de Waelstraat waar ook de Lambermontplaats onderdeel van werd. De huizen aan de Lambermontplaats werden tussen 1900 en 1914 gebouwd. In 1908 kreeg het plein de naam Lambermontplaats. Het plein werd vernoemd naar François Auguste baron Lambermont (1819-1905).

## Architectuur
Het plein is een verbindingspunt tussen het Koninklijk Museum voor Schone Kunsten Antwerpen (KMSKA) en het voormalig Zuidstation. Aan de Lambermontplaats staan eclectische en neoclassicistische burgerhuizen en meergezinswoningen. Vanwege de hoge architecturale kwaliteit zijn de huizenrijen aan de Lambermontplaats en aangrenzende Leopold de Waelstraat beschermde stadsgezichten. Enkele huizen zijn beschermde monumenten, waaronder de architectenwoning van bouwmeester Adolphe Van der Heyden gelegen aan Lambermontplaats 12-13.

Een aantal panden zijn door verbouwingen van uiterlijk veranderd en bezitten niet meer de originele neoclassicistische lijstgevels.

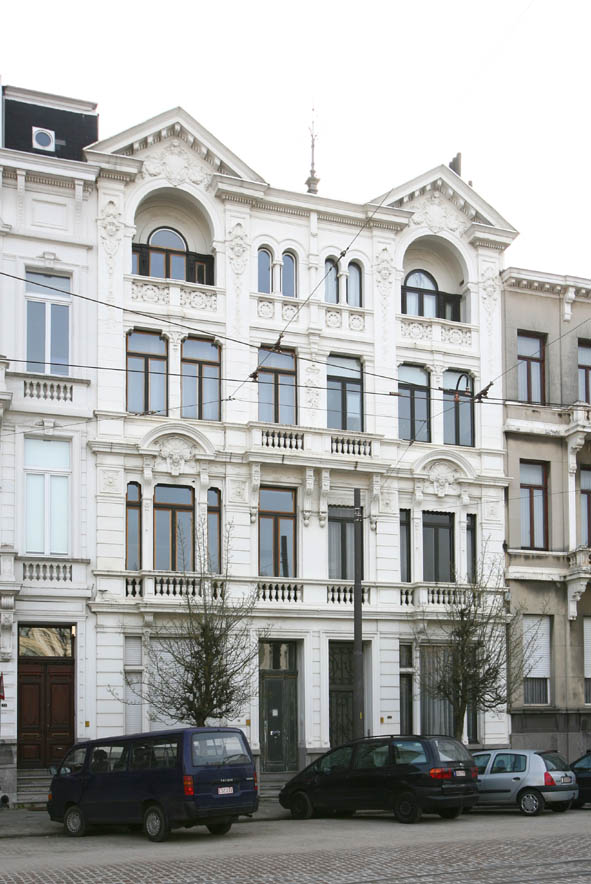
Lambermontplaats 11-13
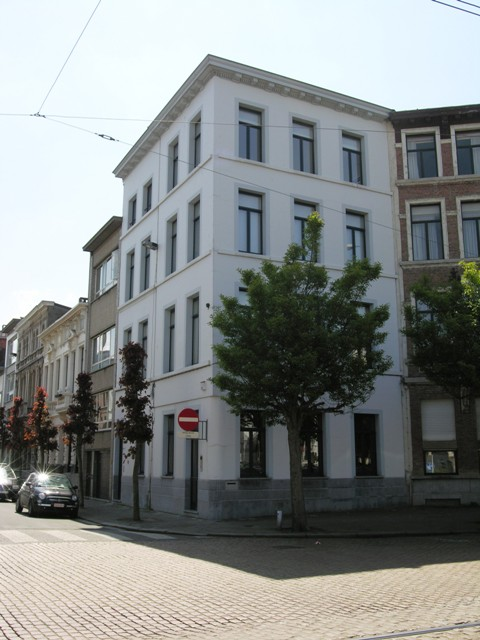
Lambermontplaats 17
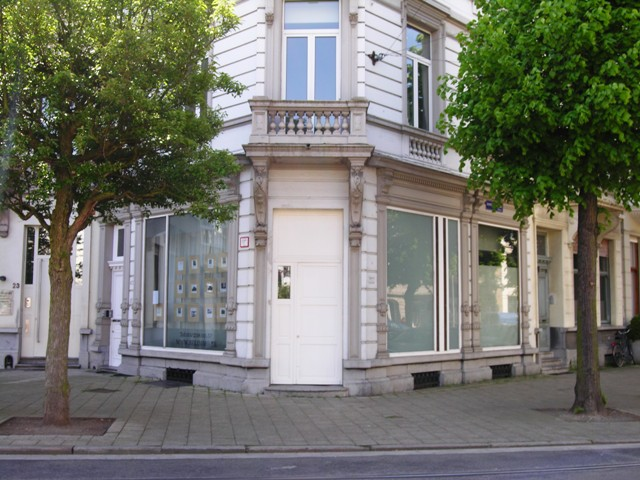
Lambermontplaats 24
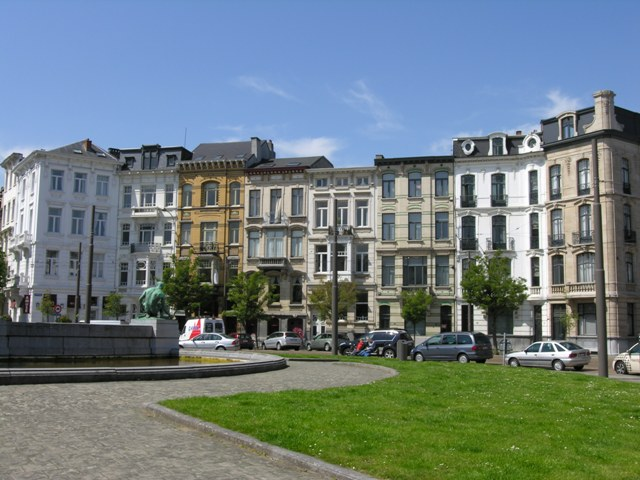
Straatbeeld
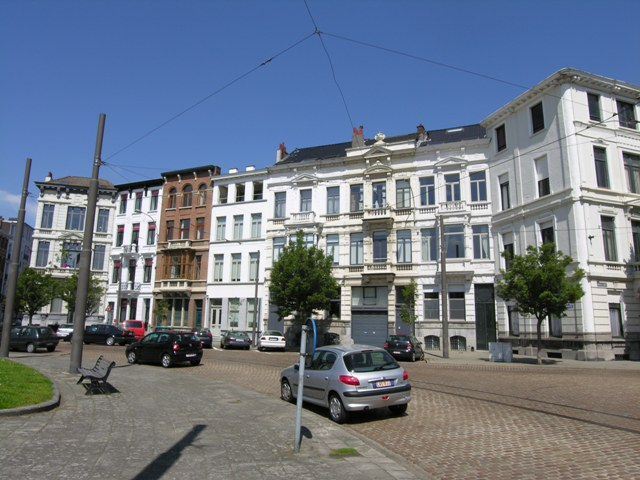
Straatbeeld
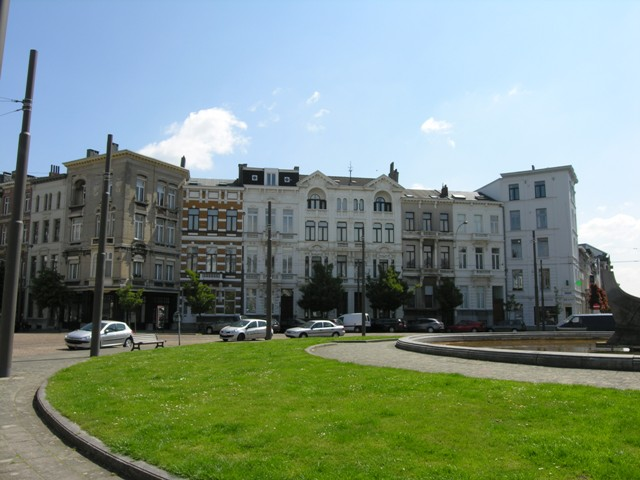
Straatbeeld

## Lambermontmonument
Midden op de Lambermontplaats staat het eclectische, neobarokke Lambermontmonument, een standbeeld met fontein uit 1912 dat ontworpen werd door beeldhouwer Léandre Grandmoulin in samenwerking met architect F. Van Holder. Het monument herinnert aan het vrijkopen van de Scheldetol in 1863 door Baron Lambermont. Het ontwerp werd in 1910 gemaakt naar aanleiding van een ontwerpwedstrijd uitgeschreven door de de Fédération des Associations Commerciales et Industrielles de Belgique. Het monument werd op 14 augustus 1912 in het bijzijn van koning Albert en koningin Elisabeth onthuld. In de volksmond werd het monument ook bekend als het Stenen Bootje wegens de bootvormige structuur in een halfronde vijver.
De beelden zijn uitgevoerd in brons en staan op een constructie van arduin, afkomstig uit de Carrières du Hainaut. Aan de kant van de fontein is een boeg van een schip uitgewerkt in dezelfde hardsteen. Rondom het voetstuk met daarop een bronzen beeldengroep staan inscripties in het Frans en Nederlands die belangrijke gebeurtenissen in de Belgische politiek opsommen.

### Symboliek
Het schip van het monument staat symbool voor de Schelde. Bovenop het schip is het gekroonde schild van Congo te zien dat bovenop een stapel exotische vruchten ligt. De beeldengroep bovenop bestaat uit drie personen. De vrouw met gespreide armen is mogelijk een personificatie van de vooruitgang. De naakte man aan haar rechterzijde die over een kist stapt staat symbool voor de handel. Aan de linkerkant is een gehurkte naakte vrouw te zien met een tandwiel die symbool staat voor de industrie.

Een beeld van een naakte man op de sokkel aan de westelijke kant heeft een passer, wereldbol, boek en meetlat die symbool staan voor de wetenschap. De naakte vrouw op de sokkel aan de oostzijde is afgebeeld samen met twee naakte kinderen en vruchten. Zij staat symbool voor de natuur.

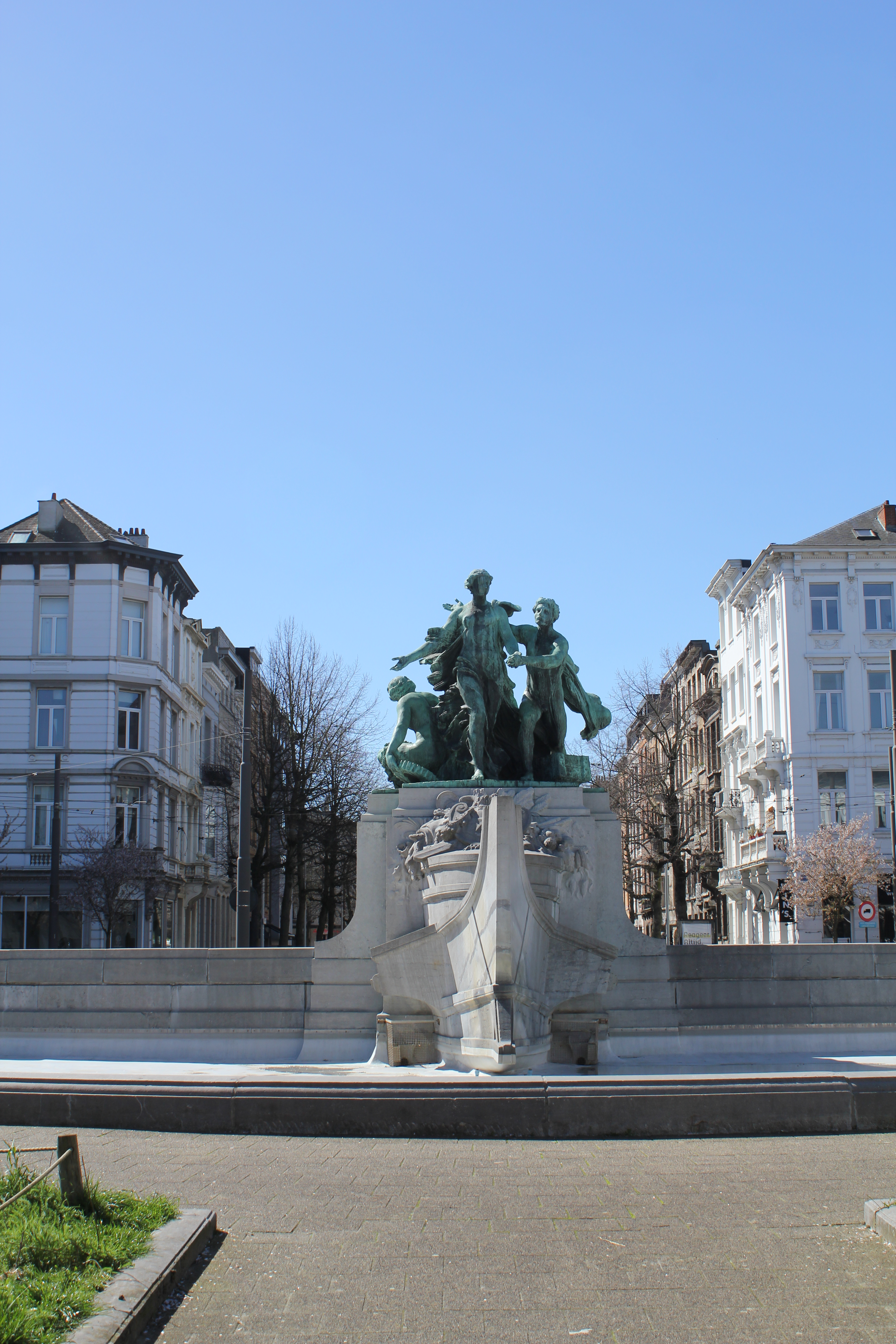
Lambermontmonument
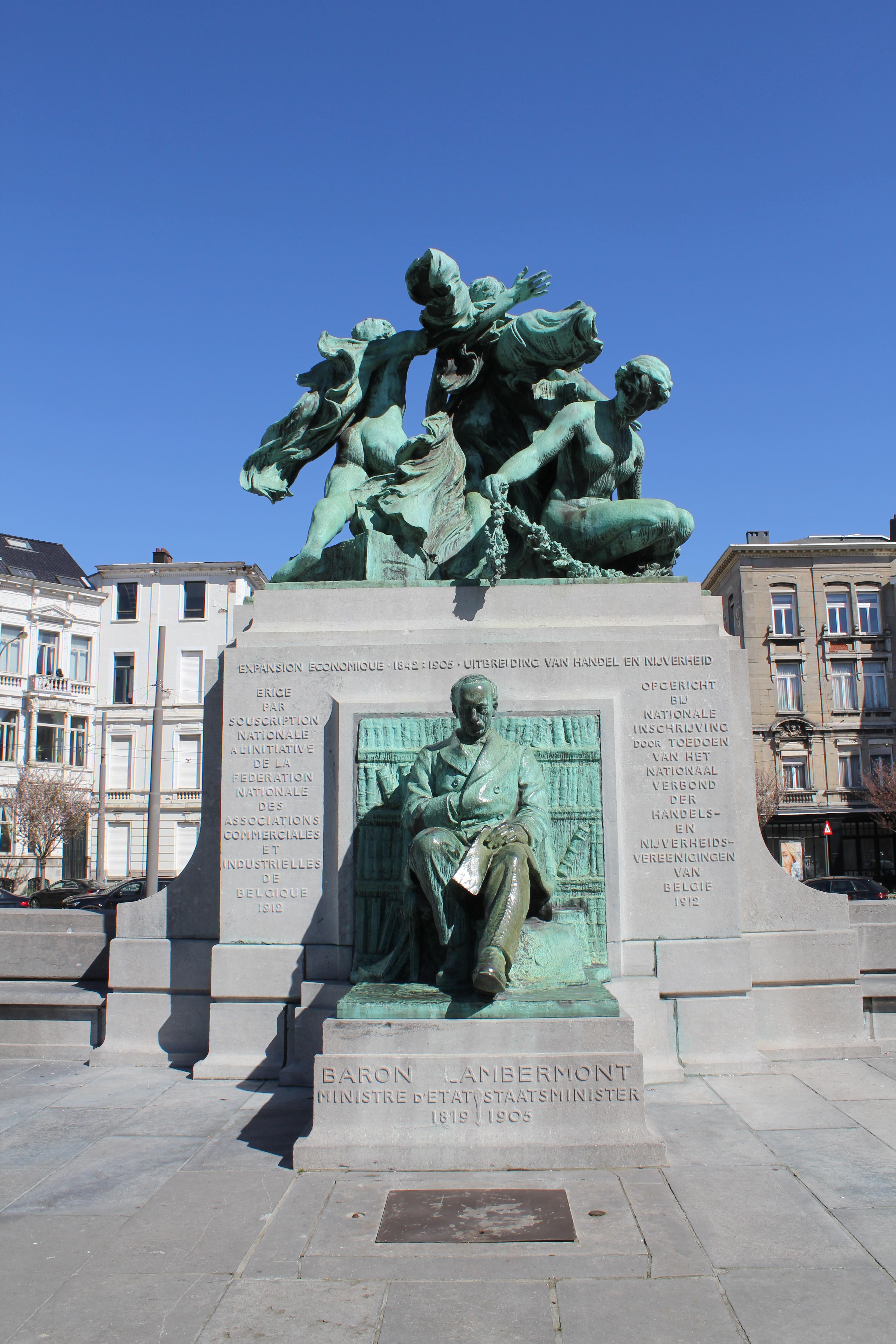
Standbeeld baron Lambermont
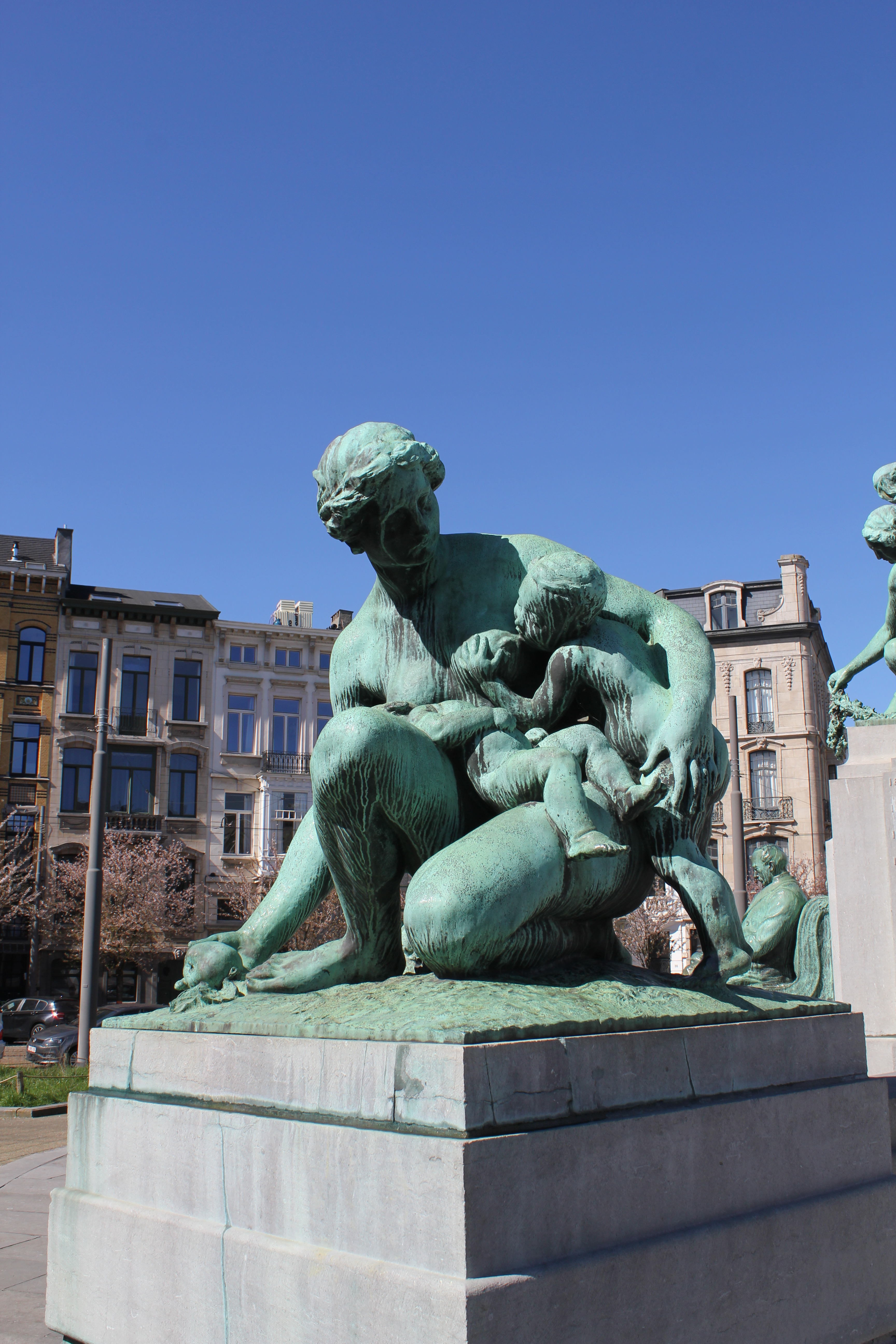
Beeld van een vrouw met twee kinderen
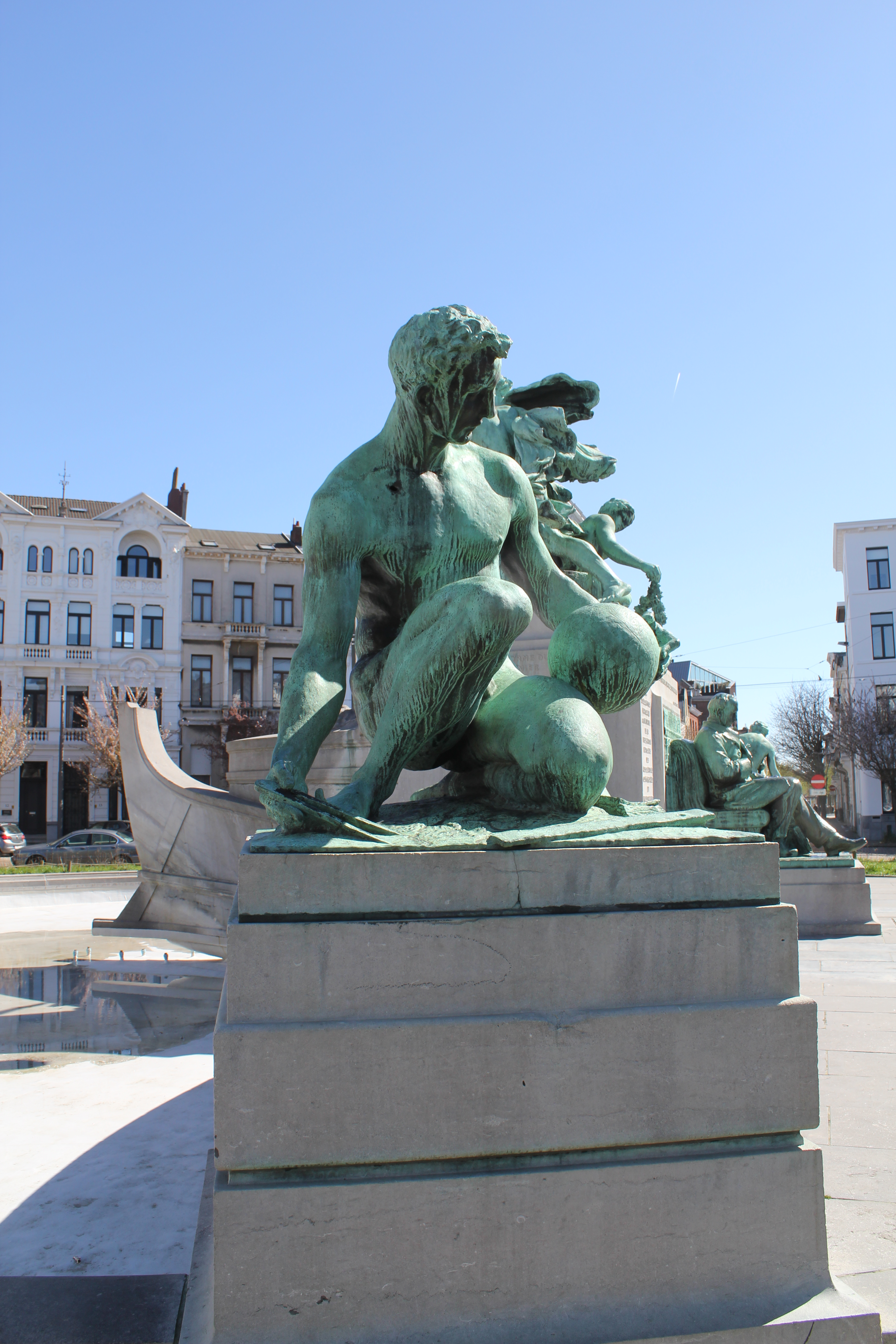
Beeld van een man
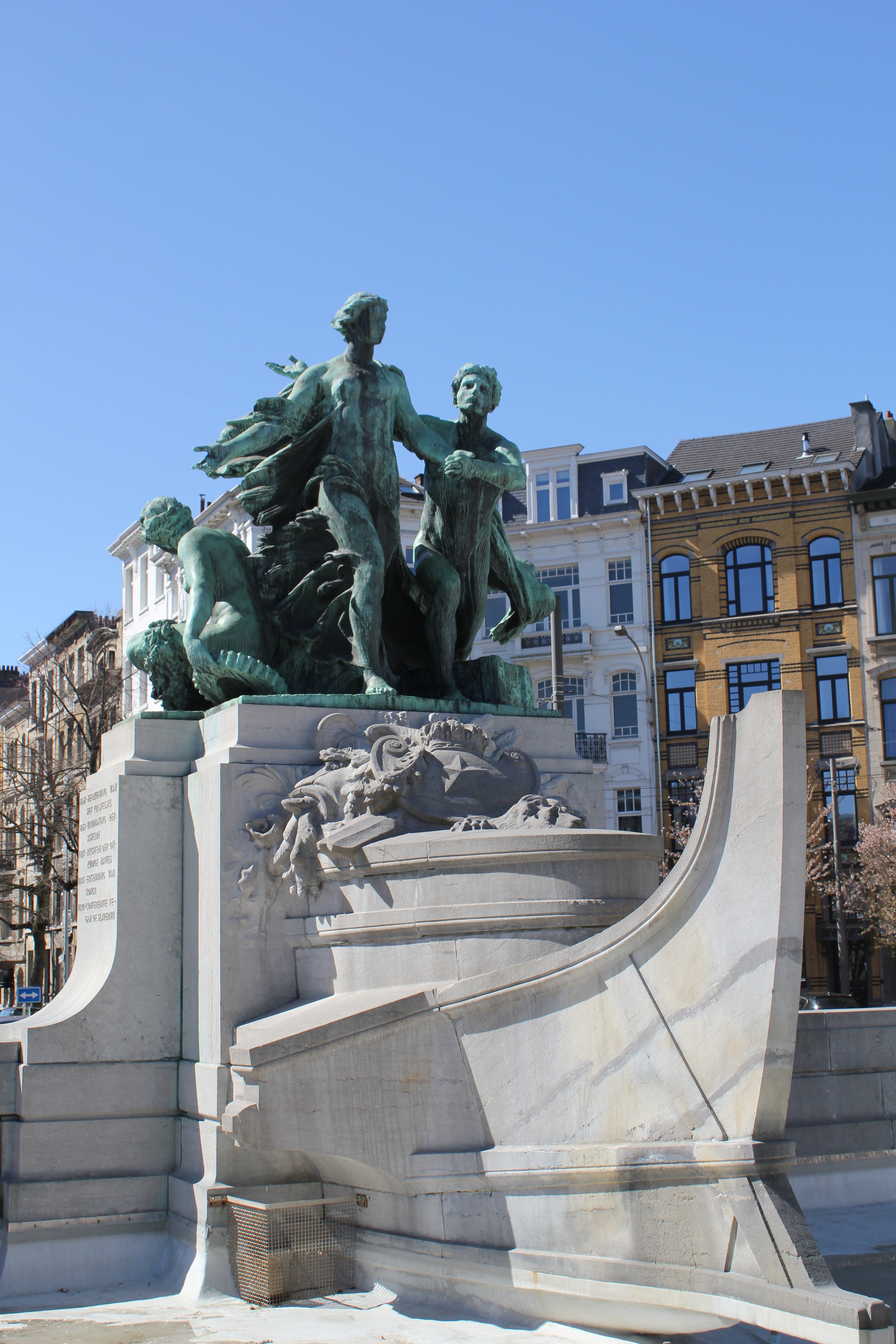
Beeldengroep met boeg van een schip
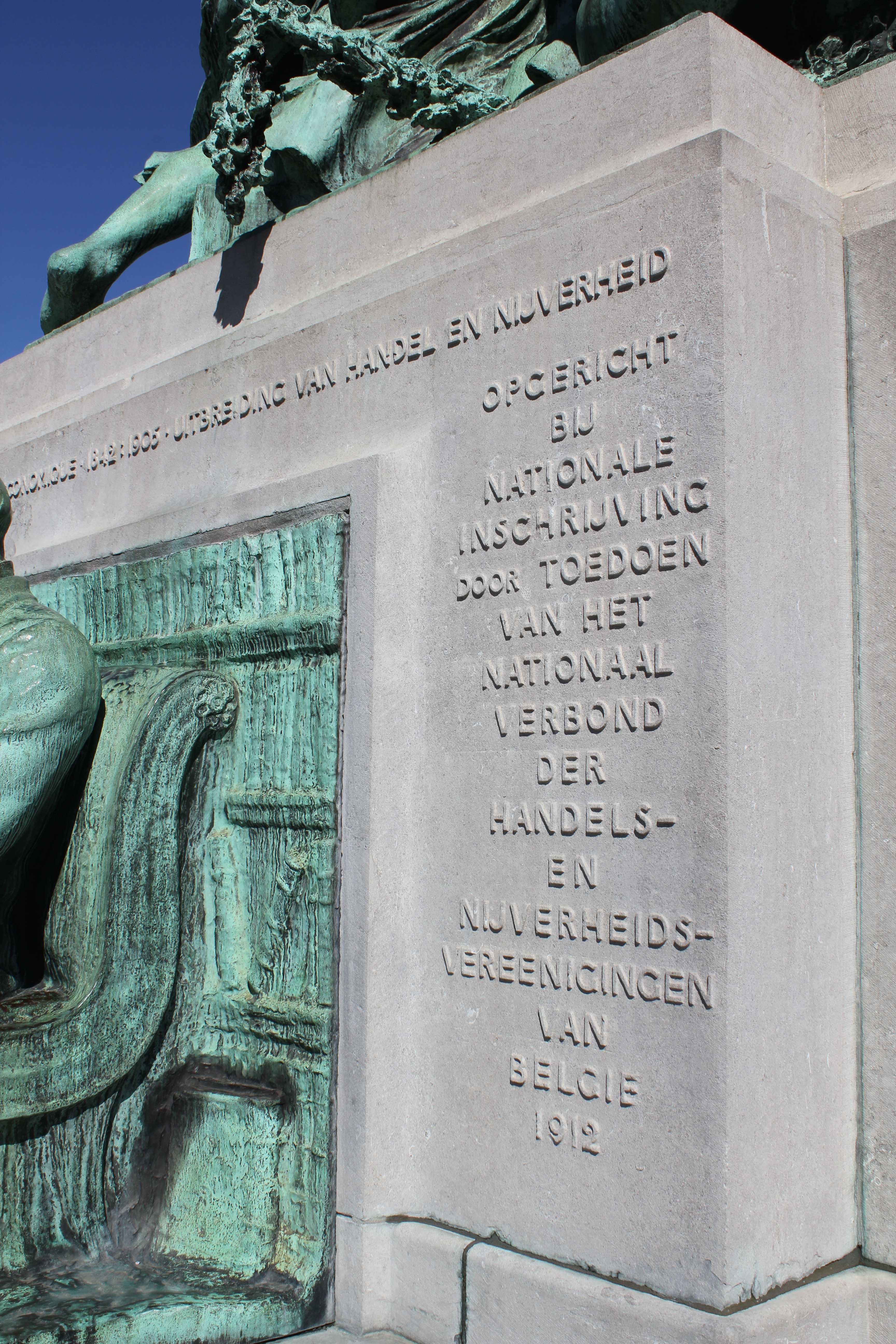
Opschrift
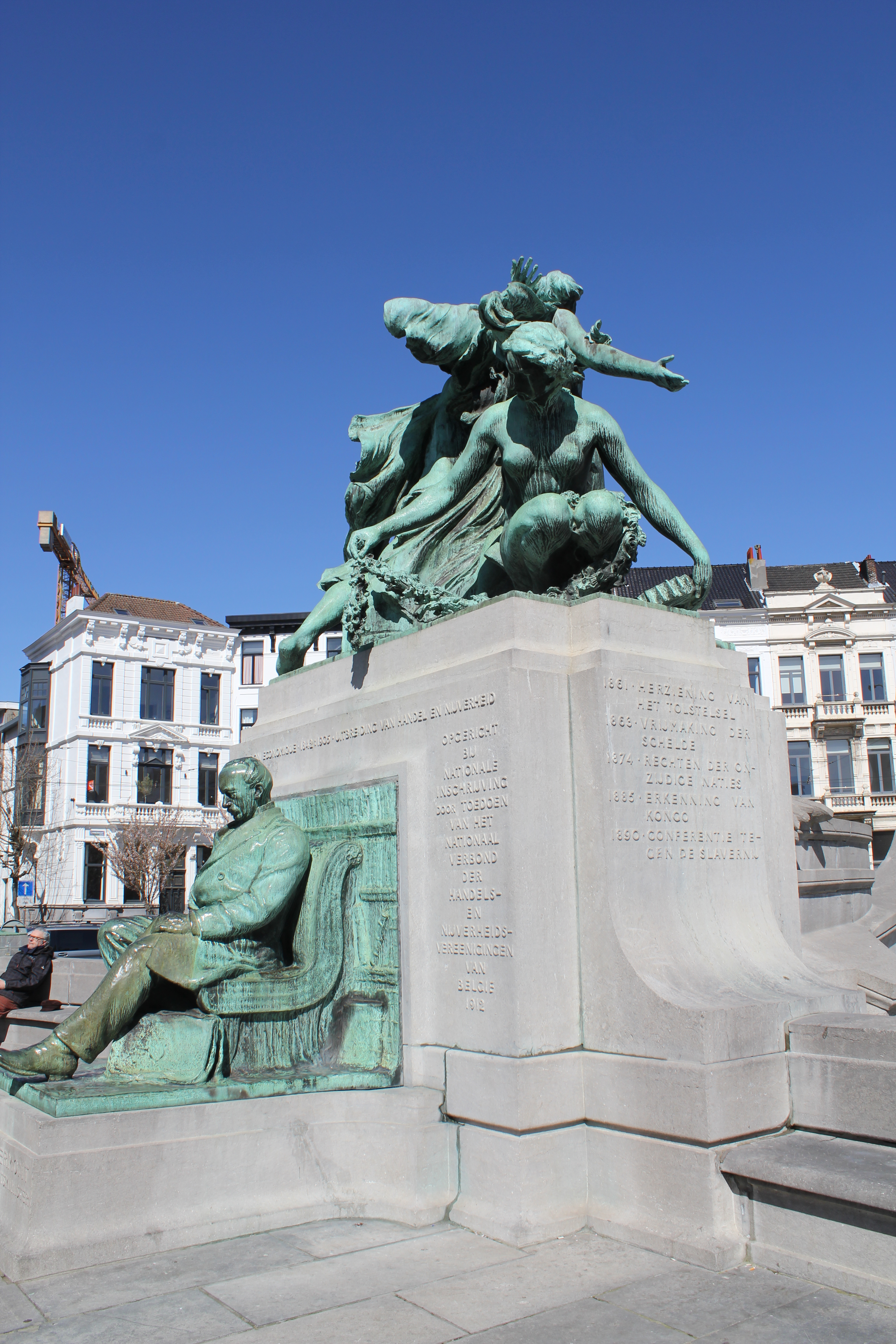
Beeldengroep en beeld baron Lambermont
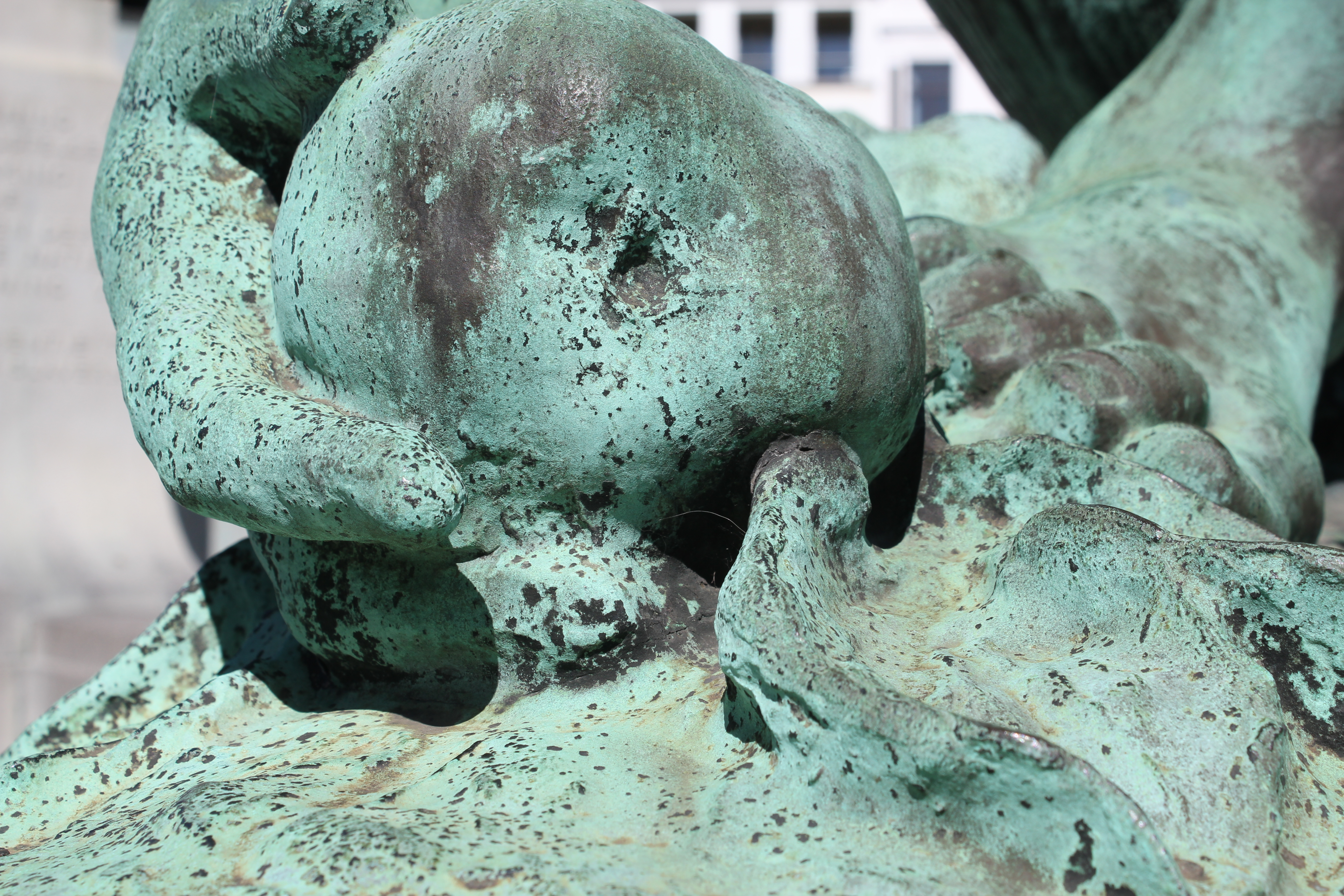
Close-up van een vrucht bij het beeld van de vrouw